# Еме-Жуль Далу
Еме-Жуль Далу́ (фр. Aimé-Jules Dalou; 31 грудня 1838, Париж — 15 квітня 1902, Париж) — французький скульптор, представник натуралістичної школи.

## Життєпис

### Ранні роки і навчання
Еме-Жуль Далу народився 31 грудня 1838 у Парижі. Походить з протестантської родини, тоді як Франція офіційно перебувала в лоні католицизму. Окрім того, родина дотримувалась республіканських політичних уподобань, що вплинуло на політичні погляди майбутнього скульптора.
Жуль рано виявив художні здібності, чим привернув увагу Жана-Баптиста Карпо. У 11-річному віці Далу вступив до школи малювання, де вчився у класі скульптора Жана-Батиста Карпо, що викладав йому рисунок і пластику на основі класичних атничних взірців. Як найкращий учень, Далу мав дозвіл працювати в майстерні Карпо.
1856 року Далу перейшов в художнє ательє Франциска Жозефа Дюре, але лишався там недовго. Пізніше молодий скульптор деякий час працював дизайнером моделей для ювелірів і майстрів з кабінетної бронзи. Вже замолоду був знайомим з Огюстом Роденом, погруддя якого пізніше створить.
Чотири спроби здобути Римську премію та право поїхати в Італію для удосконалення майстерності закінчилися нічим. Консервативно налаштоване журі знало про республіканські погляди митця і чотири рази відхиляло його кандидатуру, керуючись не художніми, а політичними уподобаннями.

### Шлюб
Жуль Далу узяв шлюб з пані Ірмою (Irma Vuillier), подружжя матиме дочку, що була розумово відсталою і потребувала постійного нагляду.

### Зрілі роки
У 1862 році він дебютував на виставці в Паризькій Школі красних мистецтв, представив там свою гіпсову статую. 1870 року він створив статую «Вишивальниця», за яку здобув премію на Паризькому салоні.

### Паризька комуна
Під час Франко-пруської війни скульптор служив у Національній гвардії. Коли владу в Парижі захопила Паризька комуна Далу не виїхав з міста. Бажаючи зберегти національне культурне надбання в музеї Лувр від руйнації, погодився бути одним з керівників музейної настанови та її оборони. Коротке керівництво скульптора Далу і архітектора Удіно́ привело в колекцію музею полотно Пітера Брейгеля Старшого «Каліки», «Автопортрет» Дюрера, триптих Рогіра ван дер Вейдена, а решта мистецьких скарбів була збережена від вандалізму.

### Поразка Комуни і вимушенаеміграція

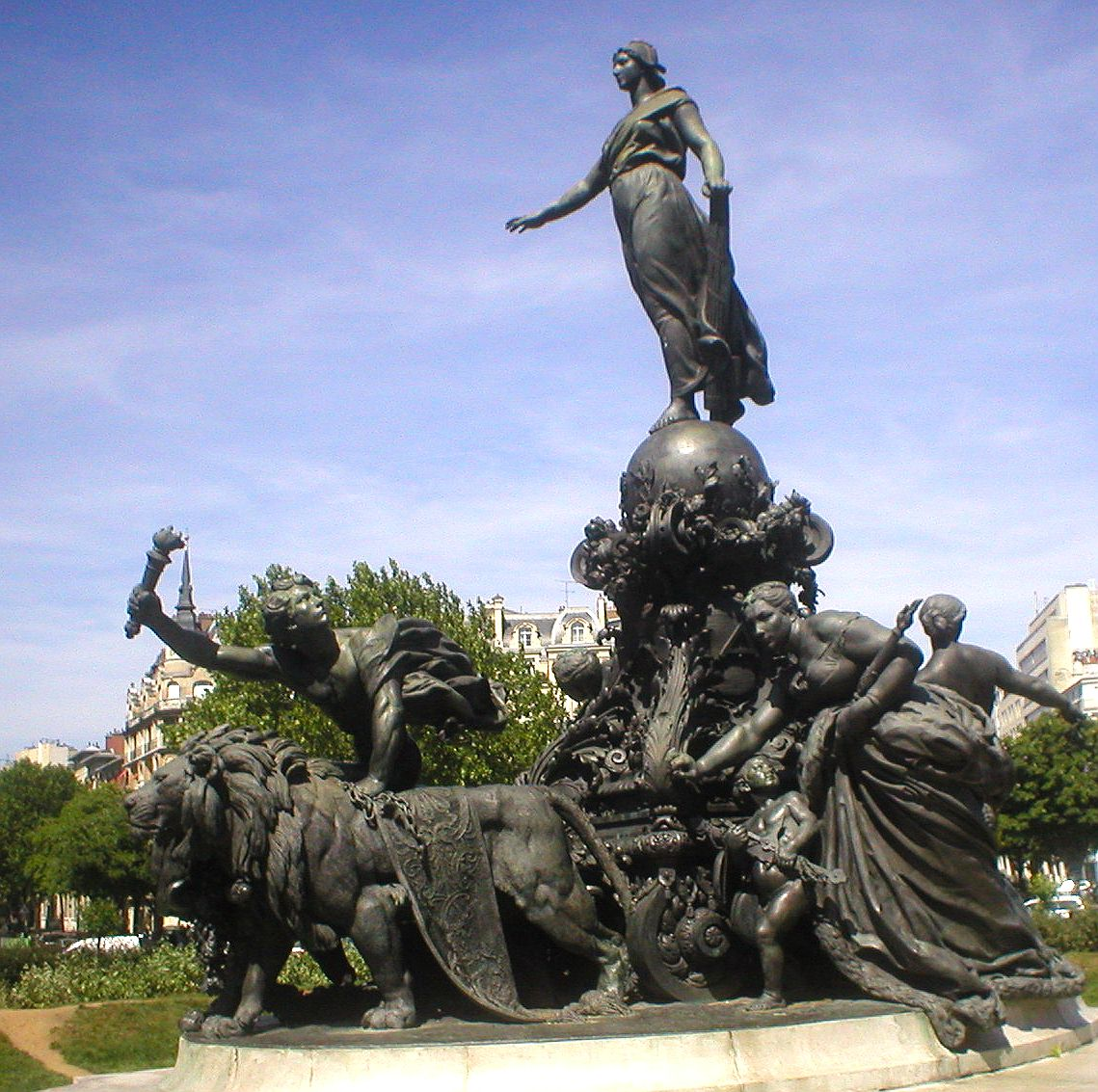
«Тріумф Республіки», (1889)

Після падіння комуни Жуль Далу був змушений емігрувати до Англії. Серед знайомих Далу в Англії — Альфонс Легро, англійський митець французького походження. Він не дотримувався радикальних політичних поглядів, не був активним політичним діячем, тому не займався «експортом революції». В Англії він позиціонував себе як скульптора і трохи перегодом добре пристосувався до британських умови. Заробляв на життя створенням скульптурних портретів англійських аристократів. Далу отримав визнання і мав замовлення навіть від англійської королеви (скульптури онуків королеви в каплиці Фрогмор в Віндзорському замку).
За свою діяльність під час Паризької комуни Жуль Далу отримав заочний вирок — каторжні роботи. Скульптор не подавав апеляцію і залишився в еміграції. Лише прихід до влади президента Жуля Греві й амністія, підписана ним, надала можливість Далу і його родині повернутися на батьківщину у 1879 р.

### Пізній період творчості

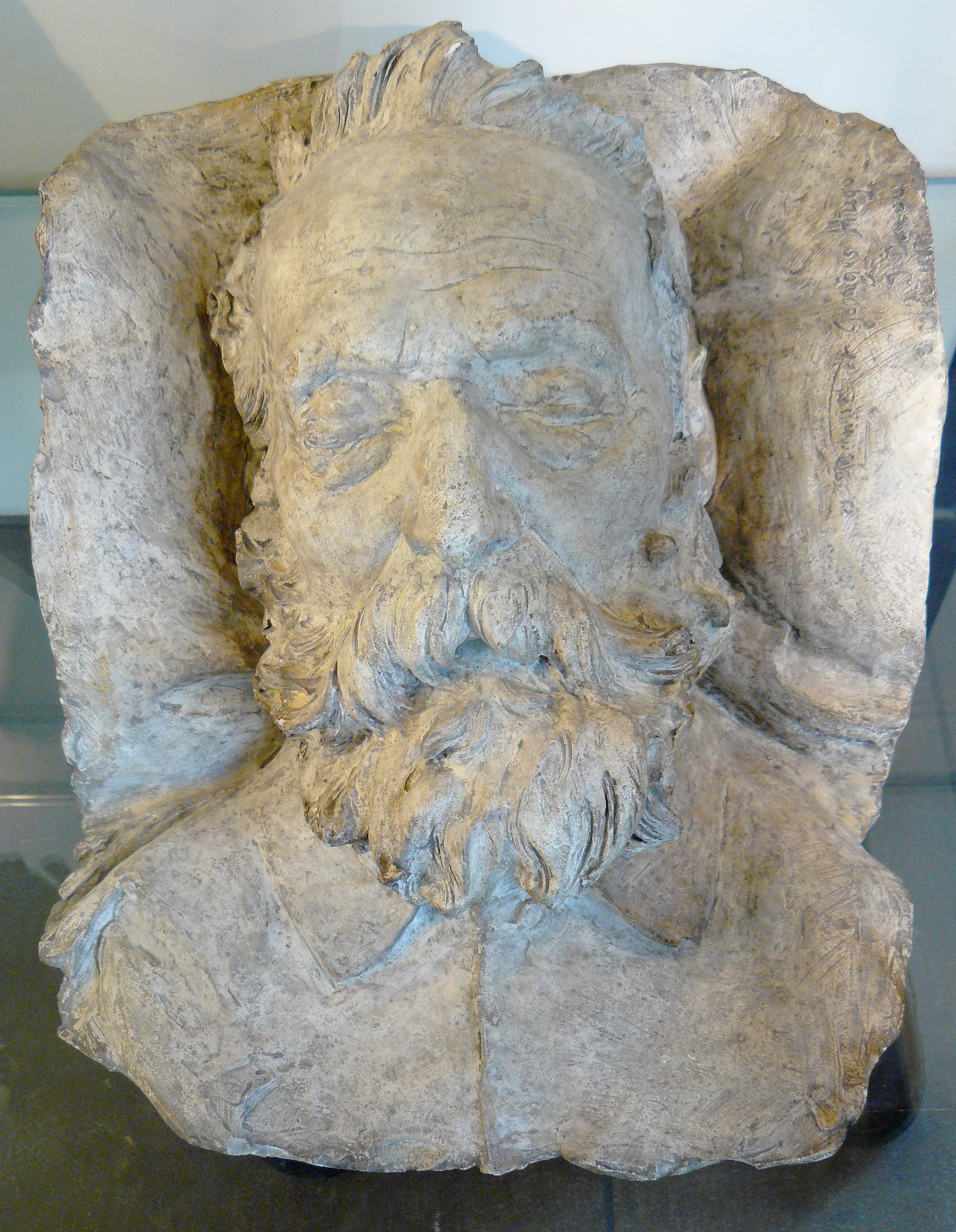
посмертна маска Віктора Гюго. Травень 1885 р.

Далу виставив свої твори у Салоні 1883 року й здобув за два виставлених барельєфа дві почесні медалі (один з барельєфів Далу робив на замовлення Національних Зборів Франції). Талант скульптора не збряк з роками. Не змінив він і республіканським уподобанням. Саме Далу стане автором пафосного монументу «Тріумф Республіки», де колісницею Республіки керує геній Свободи зі смолоскипом.
Далу брався за різні види скульптур — фонтани, портрети, садово-паркова скульптура, надгробки, монументи відомим діячам минулого Франції. В творчому доробку майстра — посмертна маска відомого письменника — Віктора Гюго. Серед надгробків майстра — популярність отримав надгробок убитому у віці 22 роки журналісту Віктору Нуару. Скульптор взагалі відмовився від постаменту і показав фігуру злодійські убитого в сучасному одязі, наче кинутого на землю, але з виразом смерті на обличчі.

### Монумент генералу Лазарю Гошу

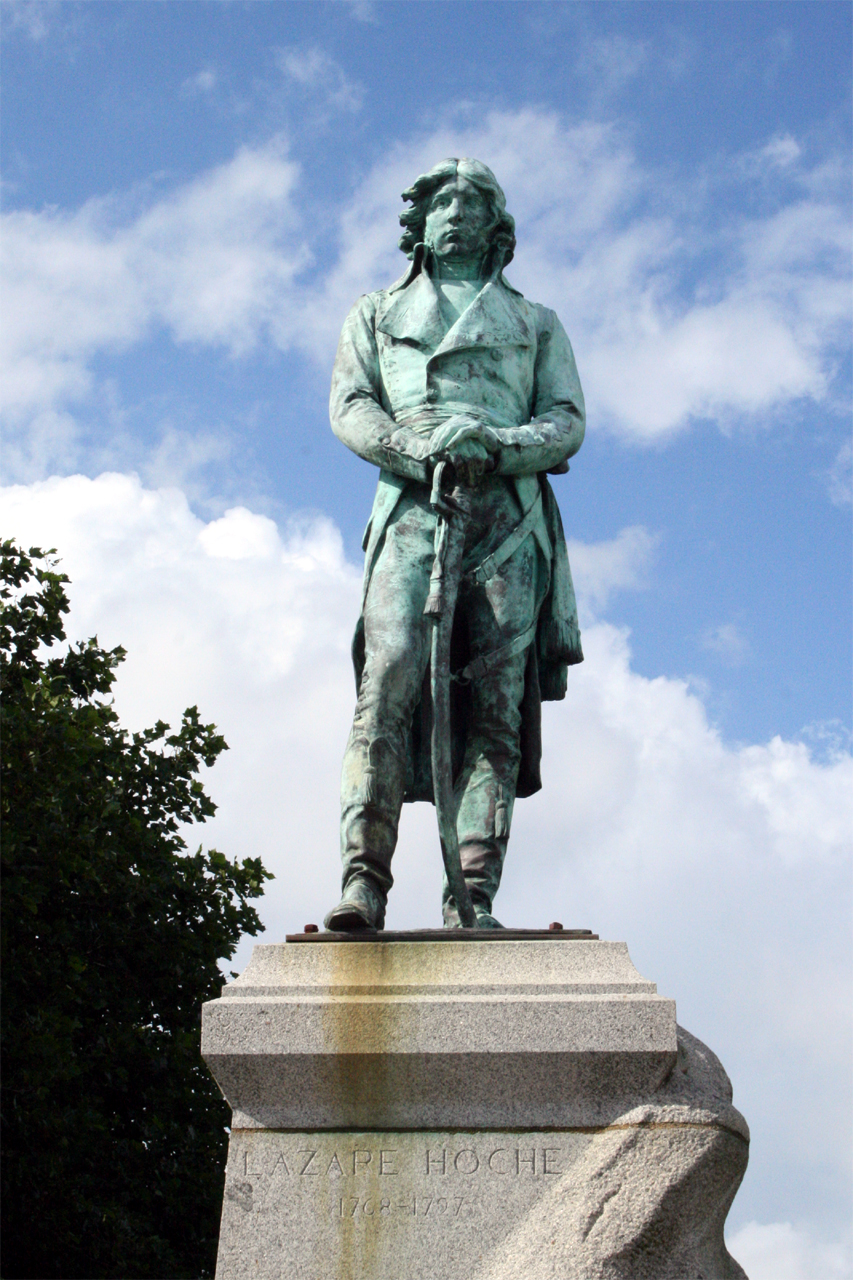
Монумент Луї-Лазару Гошу. 1902 рік

Свідченням республіканських уподобань скульптора став і монумент генералу часів французької революції — Луї-Лазару Гошу. Молодий генерал неодноразово рятував революційний Париж зі зброєю у руках. Монумент поставили в провінційному Кібероні на згадку про бої генерала з прихильниками короля — шуанами. Генерал, що був вимушений воювати з власним народом, після поразки прихильників короля давав можливість переможеним емігрувати з країни, не караючи їх, що було гуманно й нетипово в ті часи.

### Смерть
Скульптор помер 15 квітня 1902 року в Парижі. Похований на цвинтарі Монпарнас.

### З творчості. Перелік деяких творів
- Дафніс і Хлоя.
- Вишивальниця.
- Пані з книгою.
- Фонтан «Пісні і танці на честь Вакха»
- Монумент Ежену Делакруа.
- Монумент Жану Леклеру
- Монумент Емілю Левассору.
- Посмертна маска Віктора Гюго
- Монумент генералу Лазарю Гошу, діячу революції 1789—1893 рр.
- Надгробок убитому журналісту Віктору Нуару.
- Еме-Жуль Далу створив монументальну композицію «Тріумф Республіки» на Плас-де-ла-Насьйон у Парижі (1879-99), пам'ятник Е. Делакруа (1890, Люксембурзький сад, Париж), надгробки А.-Л. Лавуазьє, О. Бланкі, (1885, кладовище Пер-Лашез, Париж).

- Далу працював над створенням о́бразів робітників і селян для проекта «Пам'ятника праці» (бл. 1889—98).

- Е.-Ж. Далу — автор статуетки «Національний гвардієць» (1871, Ермітаж, Санкт-Петербург).

## Галерея

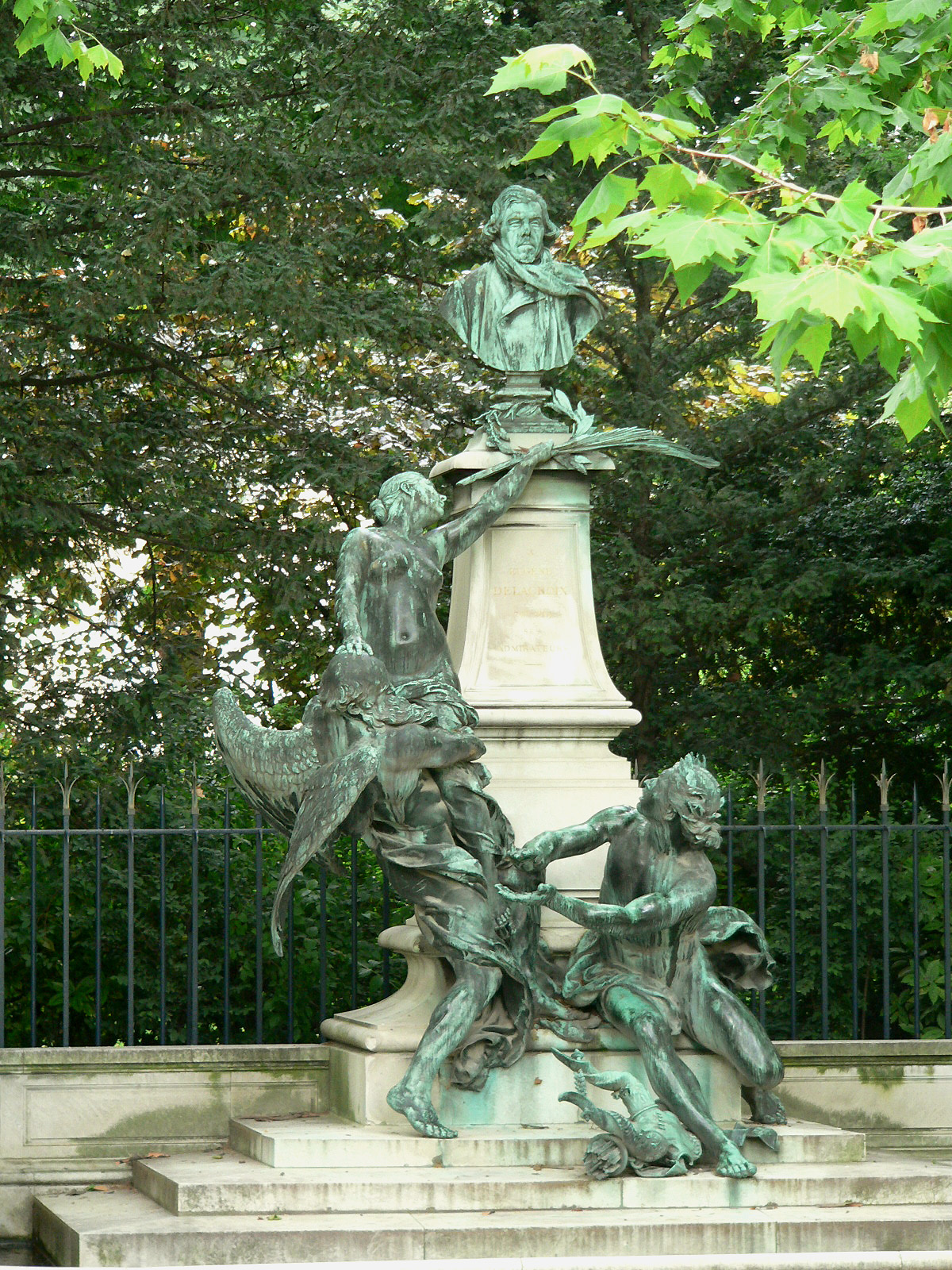
Пам'яті Ежена Делакруа
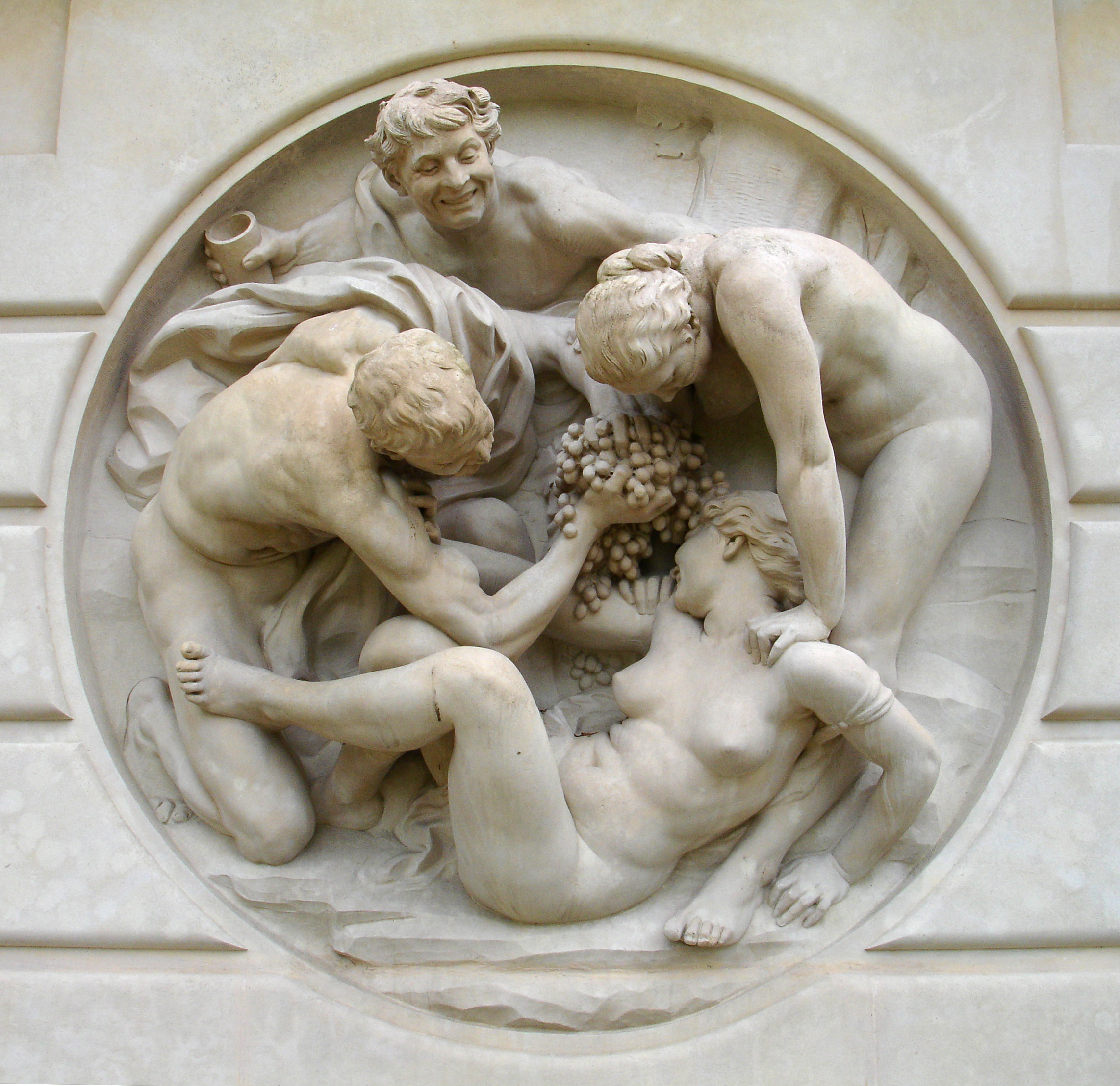
Рельєф фонтану «Пісні і танці на честь Вакха»
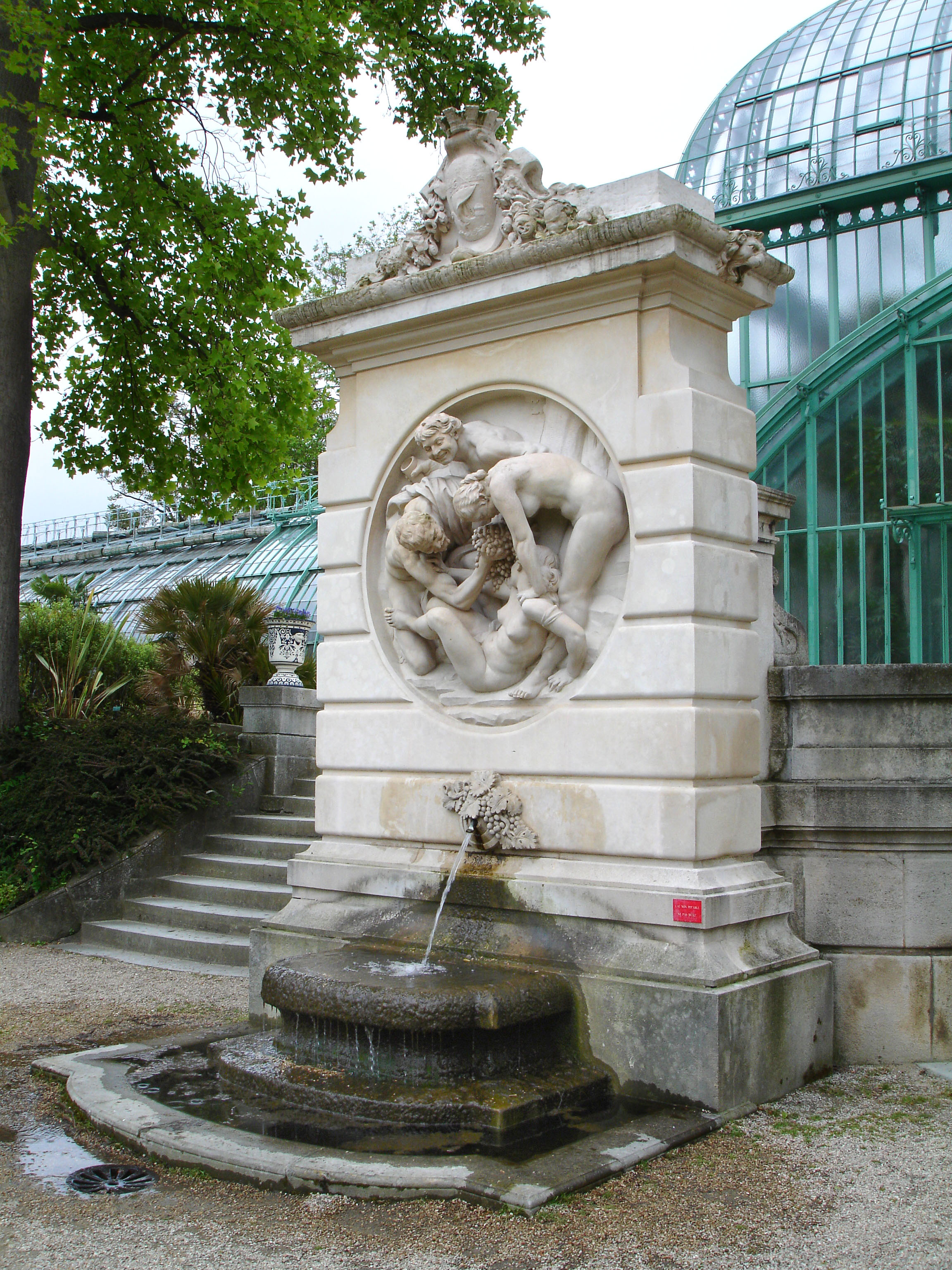
Фонтан «Пісні і танці на честь Вакха»
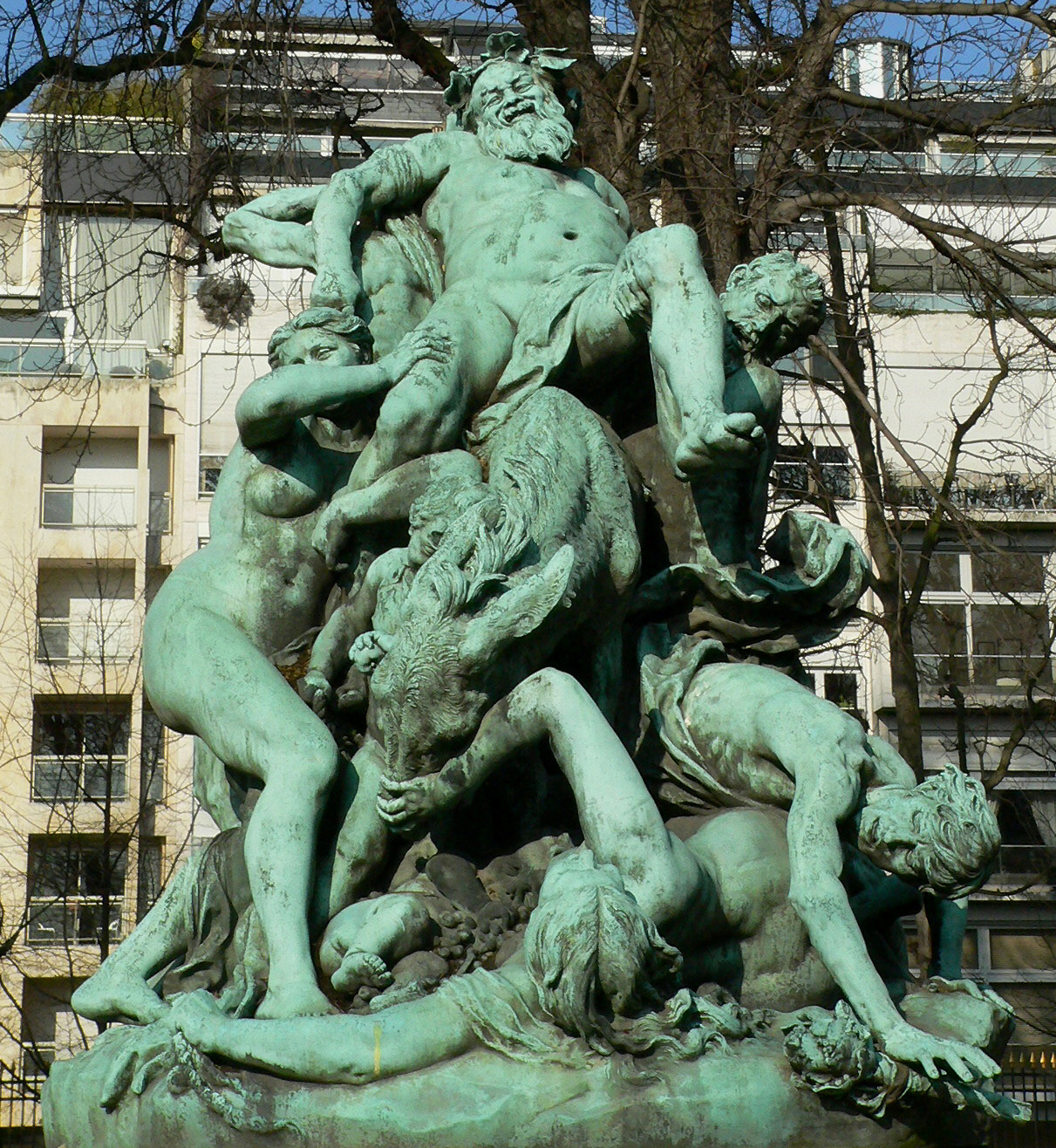
Тріумф Сілена, Люксембурзький сад, Париж
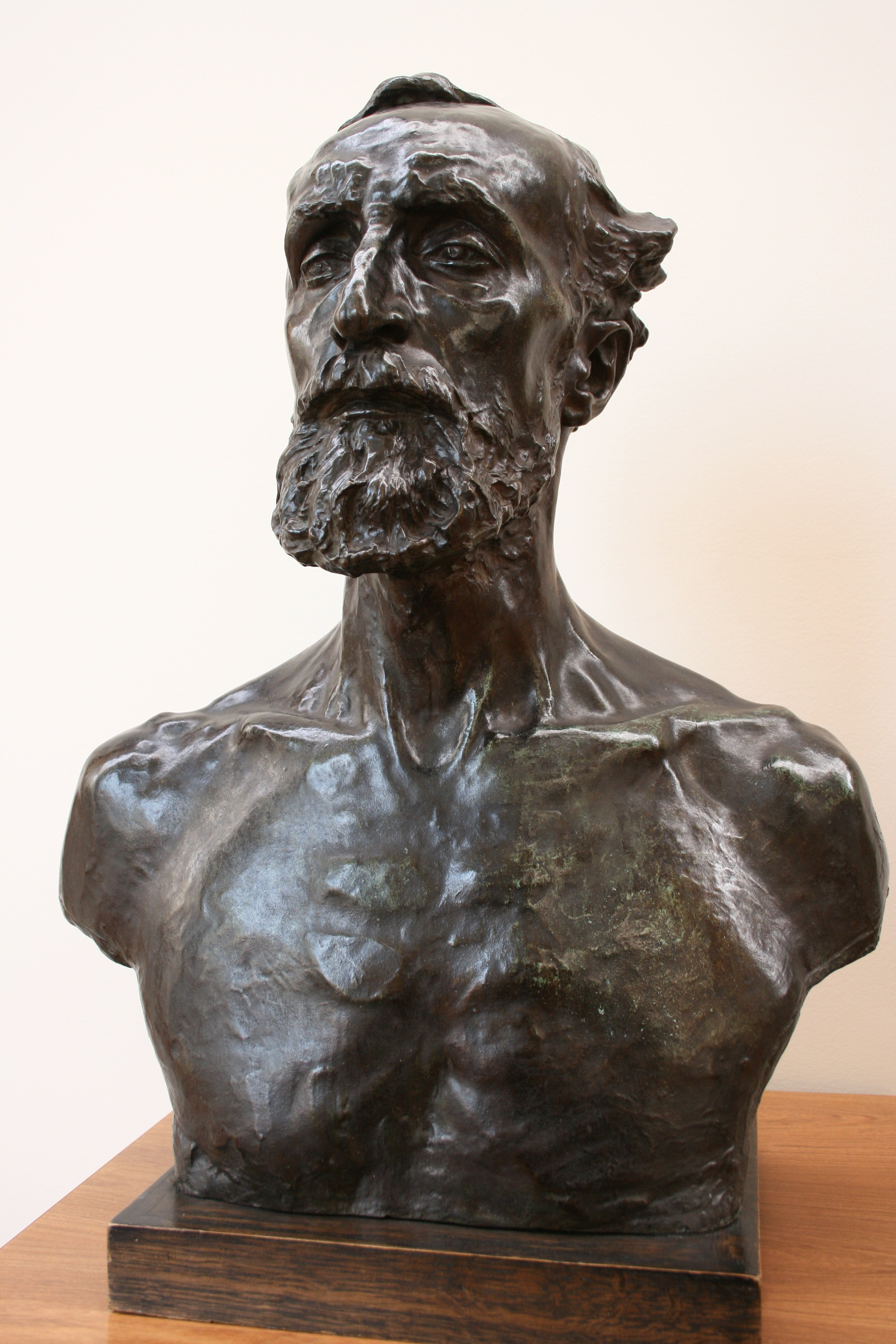
Огюст Роден. Бюст скульптора Жуля Далу (1883). Музей мистецтв і промисловості, Рубе.